# 福永懐徳堂
株式会社福永懐徳堂（ふくながかいとくどう、英語: Fukunaga Kaitokudo Co.,Ltd.）は大阪府大阪市に本社をおく、古本・古書の買取、販売を行う企業。

## 概要
1971年、福永書店として貸本屋として創業。1991年、店舗名を福永懐徳堂に変更。1992年、会社名を福永書店から株式会社福永懐徳堂へ株式化。

大阪市内に店舗を複数構えていたが、店舗販売をやめてネット販売を専門とする。仏教書、キリスト教書、哲学書、思想関連書籍を中心に買取・販売を行う。